# 1er régiment de chasseurs parachutistes
Le 1er régiment de chasseurs parachutistes (ou 1er RCP) est reconnu comme le plus ancien des régiments parachutistes français. Il est constitué en 1943 au Maroc. Il se distingue lors des campagnes de libération de la France, mais également durant les guerres d'Indochine et d'Algérie. Il est basé à Pamiers (Ariège) depuis 1999.
Ce régiment d'élite appartient actuellement à la 11e brigade parachutiste.
Étant l'un des héritiers d'unités parachutistes de l'Armée de l'air, le 1er RCP est le seul régiment parachutiste de l'Armée de terre à conserver les traces de son origine dans l'Armée de l'air ainsi qu'en témoignent les « charognards », symbolisant des éperviers, placés sur les fourreaux d'épaule des uniformes. De même l'insigne de ce régiment provient directement de celui du 601e GIA, Groupement d'infanterie de l'Air, avec une étoile de couleur bleu.
Depuis son départ de Jebsheim (Haut-Rhin), le 1er Régiment de Chasseurs Parachutistes est basé à 
Pamiers dans l'Ariège.

## Création et différentes dénominations

### Unités parachutistes de l'Armée de l'air
- Les 1er avril 1937 et 1er octobre 1937[2], création des 601e et 602e Groupes d'Infanterie de l'Air (GIA) basés respectivement à Reims et à Baraki près d'Alger.
- Le 25 août 1940, les deux groupes sont dissous à Maison-Carrée, près d'Alger.
- Le 10 avril 1941, la 1re CIA de l'Armée de l'air produit la 1re Compagnie parachutiste, affectée à l'Armée de terre[3],[4], qui deviendra pour sa part le 2e RCP.
- En juillet 1941, la commission d'armistice autorise la formation de la compagnie d'infanterie de l'air no 1 à Oued-Smar, base de Maison-Blanche près d'Alger, à partir d'effectifs des deux GIA dissous (à ne pas confondre avec une autre unité portant un nom voisin, créée en Angleterre sur instruction du général de Gaulle en septembre 1940 et placée sous les ordres du capitaine Georges Bergé : la 1re compagnie d'infanterie de l'air).

### Création du1erRCP
- Le 1er février 1943, la CIA no 1 devient le bataillon de chasseurs parachutistes no 1 avec quatre compagnies.
- Le 1er juin 1943, le BCP no 1 devient le 1er RCP qui comprend bientôt dix compagnies réparties en un état-major et deux bataillons.
- Le 1er janvier 1945, constitution de son 3e Bataillon à base de FFI volontaires.
- Le 30 juin 1948, l'unité déjà en Indochine depuis janvier 1947, disparaît en tant que régiment. Les trois bataillons formant corps interviennent alors individuellement durant toute la guerre d'Indochine.
- Le 1er septembre 1955, le 1er RCP est reformé à Philippeville (Algérie) à partir de son premier bataillon et d'éléments du 1er RHP (Régiment de hussards parachutistes). Il intègre la 10e DP en 1956 puis est transféré, en 1960, à la 25e DP.

## Historique des garnisons, campagnes et batailles

### Garnisons successives
Groupements d'infanterie de l'air :
- 1937 : Base aérienne de Reims[5], dans la garnison de Reims
- 1939 : Base aérienne Pujaut[6], à Pujaut, près d'Avignon et Base aérienne de Montélimar-Ancône.
- 1941 : Oued Smar (Algérie)
- janvier 1943 : Base école 724 Fès à Fez, (Maroc).

Création du 1er RCP :
- 7 octobre 1943 : Oujda (Maroc)
- 7 avril 1944 : Trapani (Sicile, Italie)
- 2 juillet 1944 : Rome (Italie)
- 4 septembre 1944 : Valence (France)
- mai 1945 : camp d'Avord (France) (Brevet de tous les parachutistes ayant participé à la campagne de France)
- septembre 1945 : Pau (1er bataillon), Bayonne (2e bataillon), camp d'Idron à proximité de Pau (3e bataillon)
- 1946-1947 : Djidjelli (Algérie)
- 1947-1954 (Guerre d'Indochine) : le 1er RCP est basé à Hanoï
- 1956-1960 (Guerre d'Algérie) : Fort de l'Eau près d'Alger
- 1960-1961 (Guerre d'Algérie) : Camp Pehaut à Philippeville
- 1961-1962 : Moulins-lès-Metz
- 1962 : Pau (camp d'Idron)[7]
- 1962-1970 : (camp de Ger) Centre d'instruction (ex CI 18e RCP)
- 1981 camp pissard Santarelli(le hameau pau) et camp d'idron
- 1984 : camp de Souge en Gironde
- 1999 : dans le cadre de la professionnalisation de l'armée, le 1er RCP s'installe à Pamiers dans l'Ariège à la place du 9e RCP qui est dissous.

### Seconde Guerre mondiale

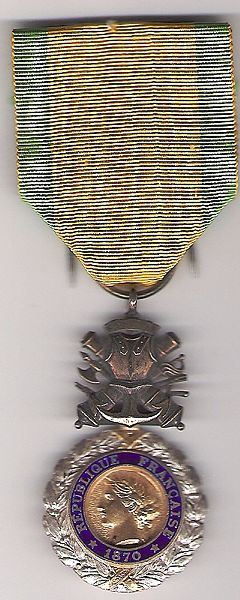
La Médaille militaire de l'adjudant-chef Mespléde (remise le 14 novembre 1940).

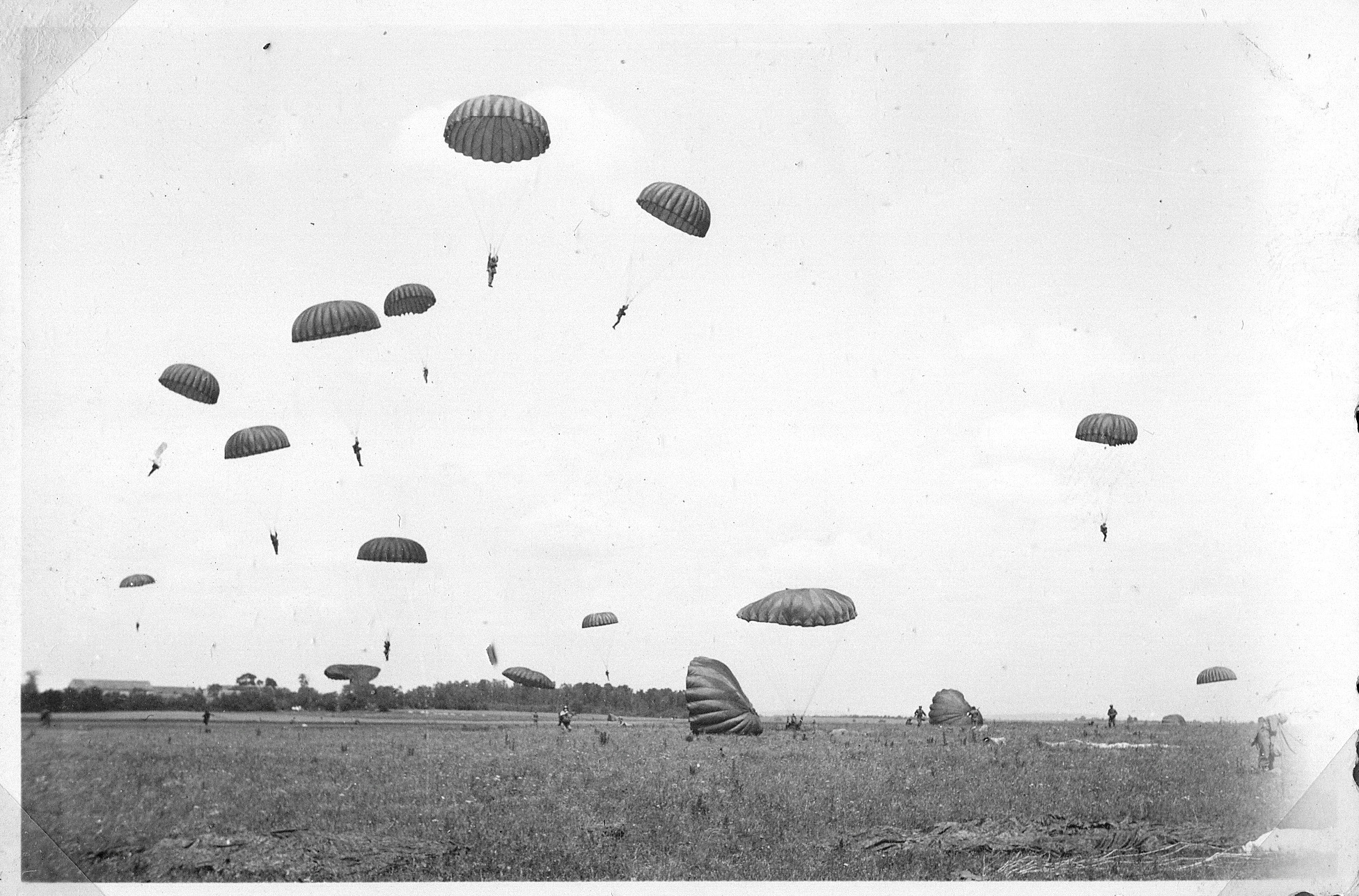
Le régiment en Sicile en 1944 avec les soldats américains.

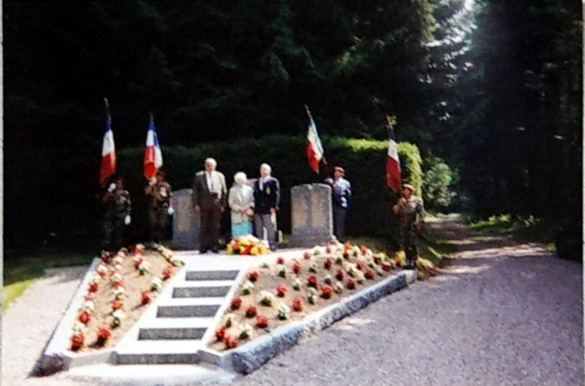
Le monument au col du Ménil.

- En 1939, alors que débute le second conflit mondial, le 601e GIA s'installe à la base aérienne de Pujaut (Gard) et le 602e GIA à Montélimar[8]. Réunis, ils constituent un Groupement d'Infanterie de l'Air qui est placé en réserve générale. En mars 1940, ils forment une compagnie de marche qui effectue des missions de corps franc au profit de la 28e division alpine. Le 23 juin 1940, le groupement est replié à la Maison Blanche, proche d'Alger. Il est dissous le 24 août sans avoir effectué de saut opérationnel.
- La compagnie d'infanterie de l'air no 1 est constituée en mars 1941, rassemblant des hommes provenant des 601e et 602e GIA (groupes d'infanterie de l'air) à Oued-Smar près d'Alger. Elle est commandée par le capitaine Sauvagnac.
- le 24 décembre 1942, l'adjudant Guilhemjouan (brevet no 131) et le caporal Vullierme (brevet no 270) accompagnent le peloton de démolition du 2/509th Parachute Infantry Regiment, commandé par le lieutenant De Leo, lors du raid sur El Djem, dans la région de Tebessa. L'opération est un fiasco, mais les deux Français font partie des survivants qui en reviennent après de nombreuses péripéties. Ces deux parachutistes sont donc les premiers soldats du futur 1er RCP à avoir effectué un saut opérationnel, suivis le 15 août 1944 par les seize autres chasseurs parachutistes qui accompagnent le capitaine Boffy ainsi que onze commandos du Bataillon de Choc, pour servir officiellement d'interprètes aux 9 700 aéroportés de la First AirBorne Task Force du général Frederick, Force Rugby du Débarquement de Provence.
- En janvier 1943, peu après le débarquement allié en Afrique du Nord, la compagnie no 1 embarque pour Fès au Maroc. Le commandement la transforme en 1er BCP (premier bataillon de chasseurs parachutistes) aux ordres du commandant Sauvagnac.
- Le 1er juin 1943, le 1er régiment de chasseurs parachutistes est créé toujours aux ordres du commandant Sauvagnac. Calqué sur le modèle américain, le 1er RCP est rattaché à la 82e Airborne Division. Il stationne sur le terrain d'Oujda aux côtés du 505th Parachute Infantry Regiment de l'Armée américaine.
- 3 octobre 1944 : baptême du feu à Ferdrupt dans les Vosges. Intégré à la 1re DB, il parvient sur les lieux de bataille en camions.
- 16 octobre 1944 : prise du col du Ménil, combats de la cote 1008 (un monument a été élevé au régiment)
- Du 13 au 21 décembre 1944 : combats autour du périmètre de Colmar
- 7 janvier 1945 : défense de Strasbourg
- Du 25 au 29 janvier 1945 : prise de Jebsheim (poche de Colmar)
- 2 février 1945 : prise de Colmar

Parmi les tués, douze officiers périssent en servant au 1er RCP entre 1943 et 1945.

### Guerre d'Indochine
Des éléments du 1er RCP sont envoyés en Indochine : deux compagnies en 1946 aux ordres du capitaine Charvet et du capitaine Ducasse, puis deux bataillons (les 1er et 3e de 1947 à 1949) au sein de la demi-brigade de marche parachutiste (DBMP).
En octobre 1948, le 2e bataillon arrive en renfort et reste en Indochine jusqu'en 1950, pour y retourner en 1952. Avec à sa tête le commandant Bréchignac, il est parachuté sur Ðiện Biên Phủ le 20 novembre 1953 dans le cadre de l'opération « Castor » pour la prise de la position, puis à nouveau, entre le 1er et le 5 avril 1954, en renfort de la garnison assiégée. Il combat jusqu'à la chute du camp retranché le 7 mai 1954, s'illustrant en particulier dans la défense du point d'appui « Eliane 1 », où il est pratiquement anéanti, comme la plupart des autres unités parachutistes engagées dans la bataille.
Au total, les différents bataillons du 1er RCP au sein de la DBMP ont effectué 21 opérations aéroportées entre janvier 1947 et juillet 1948.
Combats principaux :
- janvier 1947, Hải Phòng ;
- avril-mai 1947, opération "Papillon" ;
- octobre 1947, opération "Léa" ;
- novembre 1953, opération "Castor" ;
- avril-mai 1954, Diện Biên Phu.

### Guerre d'Algérie
Le 1er RCP participe à la guerre d'Algérie de 1952 à 1961.
Il appartient à la 10e DP du 1er juillet 1956 au 31 mars 1960, puis à la 25e DP du 1er avril 1960 au 30 avril 1961. En avril 1961, le régiment joue un rôle important et très actif dans la tentative de putsch des généraux.
Sanctionné, il rentre en Métropole en juin 1961. D'abord stationné à Moulins-lès-Metz, il s'installe ensuite au camp d'Idron à Pau (Pyrénées-Atlantiques).
Le régiment se fait remarquer lors des événements tragiques de la "nuit des paras", qui se sont déroulés dans la nuit du 23 au 24 juillet 1961 à Montigny-lès-Metz puis à Metz.

### De 1962 à 2000

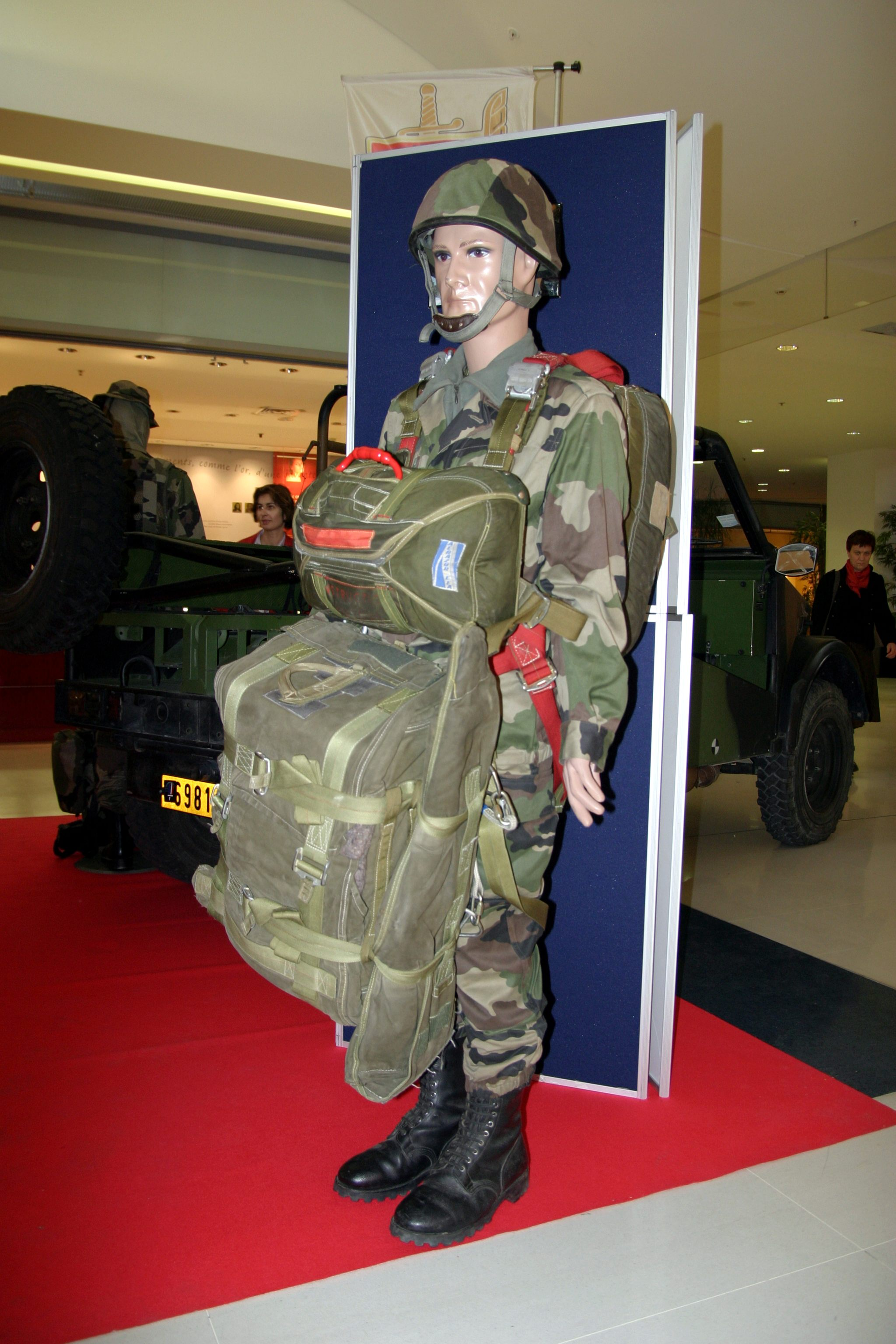
Mannequin présentant l'équipement d'un parachutiste : un parachute EPI, une gaine EL 32 et un fourreau d'arme EL 33.

À partir de septembre 1983, l'unité participe à la mission Diodon au Liban. Le 23 octobre 1983, 56 parachutistes de la 3e compagnie du capitaine Thomas périssent dans l'attentat du Drakkar à Beyrouth (Liban).
À titre exceptionnel et par décret, le fanion de la 3e Compagnie, présente à Beyrouth et cible de l'attentat du Drakkar, porte la Médaille militaire.

### XXIesiècle
Le 12 juillet 2009, la fourragère aux couleurs de la Légion d'honneur (rouge) lui a été remise dans la cour d'honneur des invalides par le chef d'état-major de l'Armée de terre, cette fourragère remplaçe la fourragère aux couleurs de la Croix de guerre des Théâtres d'opérations extérieurs. Ceci étant dû au fait que les citations obtenues par les bataillons en Indochine sont regroupées.
Depuis 2010, le régiment a été appelé à servir aussi bien pour son entraînement, en Grande-Bretagne, Espagne, Allemagne, Belgique, au Sénégal, en Guyane (Mission de surveillance de la frontière avec le Surinam, le long du Maroni, et de contrôle des camps de PPDS), à La Réunion, en Nouvelle-Calédonie, Gabon qu'en vertu d'accords avec des États souverains, Tchad et République centrafricaine ou en mission extérieure en Afghanistan, au Cambodge, Côte d'Ivoire, Haïti, Mali, etc.
Le 1er juin 2013, date du 70e anniversaire du régiment, un mémorial dédié à tous les chasseurs parachutistes morts en service commandé ou pour la France depuis la création du régiment est inauguré au sein du régiment dans son quartier de Pamiers.
À cette occasion, le 1er RCP a reçu des mains du CEMAT, le général Ract-Madoux, la fourragère aux couleurs du ruban de la croix de la valeur militaire. Le régiment avait déjà reçu deux citations au titre de l'armée pour ses opérations en Afghanistan en 2007 et 2011. Une troisième palme viendra orner cette décoration après les opérations de "Serval 1" au Mali en 2013.
Le 3 février 2017, des soldats du régiment présents lors de opération Sentinelle au Musée du Louvre à Paris neutralisent un terroriste qui essayait de les poignarder.
Le 16 septembre 2017, lors d'une cérémonie à Pamiers, une nouvelle citation est décernée au titre de la brigade avec attribution de la croix de la valeur militaire pour récompenser ses actions dans le cadre de l'"opération Barkhane" au Mali en 2015. Cette décoration a été remise par le général Bertrand Houitte de La Chesnais, major général de l'Armée de terre (MGAT) et ancien commandant d'unité de la 1re compagnie.
Depuis sa création, en 1943, plus de 2 000 hommes du 1er RCP sont morts ou ont été blessés.

## Composition actuelle
Le régiment se compose de neuf compagnies depuis le 14 octobre 2022 :
- Compagnie de Commandement et de Logistique (CCL) : couleur le jaune, devise "la victoire à la pointe de l'épée"
- Compagnie d'éclairage et d'Appui (CA) : couleur le bleu, devise "ne pas subir". Elle comprend la SAD (Section Appui Direct), la SRRI (Section Renseignement Robotique de l'Infanterie), la STELD (Section de Tireurs d’Elite Longue Distance), ainsi qu'une section du GCP (Groupement de Commandos parachutistes) ; surnom "les bleus"
- 1re Compagnie de Combat : couleur le vert, devise "du ciel au combat", surnom "les verts"
- 2e Compagnie de Combat : couleur le rouge, devise "pas moyen, moyen quand même", surnom "les rouges"
- 3e Compagnie de Combat : couleur le noir, devise "je veux, je peux", surnom les "éléphants"
- 4e Compagnie de Combat : couleur le gris, devise "in cauda venenum", surnom les "marsups"
- 5e Compagnie de Combat : couleur le bleu azur, devise "prête à bondir", surnom les "panthères"
- 8e Compagnie de Réserve : couleur le rouge et le bleu, devise "ense et aratro"
- 9e Compagnie de Réserve : couleur le rouge et le jaune, devise "je prends, je garde"

## Traditions

### Devise
- Devise des régiments parachutistes : "Et par saint-Michel, vivent les paras"
- Devise du régiment : "Vaincre ou mourir"
- Refrain du régiment : "Prends garde aux rapaces qui fondent du ciel"
- Devises des compagnies :
  - Compagnie de commandement et de logistique (CCL) : "La victoire à la pointe de l'épée"
  - Compagnie d’éclairage et d'appui (CEA) : "Ne pas subir"
  - 1re compagnie : "Du ciel au combat"
  - 2e compagnie : "Pas moyen, moyen quand même"
  - 3e compagnie : "Croire et oser, puis Je veux, je peux"
  - 4e compagnie : "In cauda venenum" ("Dans la queue le venin")
  - 5e compagnie : "Prête à bondir" depuis février 2016 "Au contact"
  - 6e compagnie, escadron du 1er RHP : "Rallie en tête"
  - 7e compagnie : "Fête ou tempête, toujours en tête"
  - 8e compagnie : "Ense et Aratro" ("Par la charrue et par l’épée") et "la 8 ! C’est la 8 !"
  - 9e compagnie : "Je prends je garde"
  - 10e compagnie : "Ex ungue Leonem" ("C’est aux griffes que l’on reconnais le lion") puis "Mort ne craint"
  - 11e compagnie : "Courage, on arrive"
  - 12e compagnie : "Formare et sustentare pugnam" ("Vaincre n’importe où n’importe qui n’importe quand") puis "Mens agitat molem" ("L'esprit meut la masse")
  - 13e compagnie : "En avant, confiance"

### Insignes d'unité et de grades

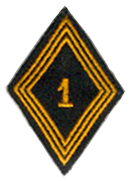
Insigne de bras gauche avec le n° du régiment.
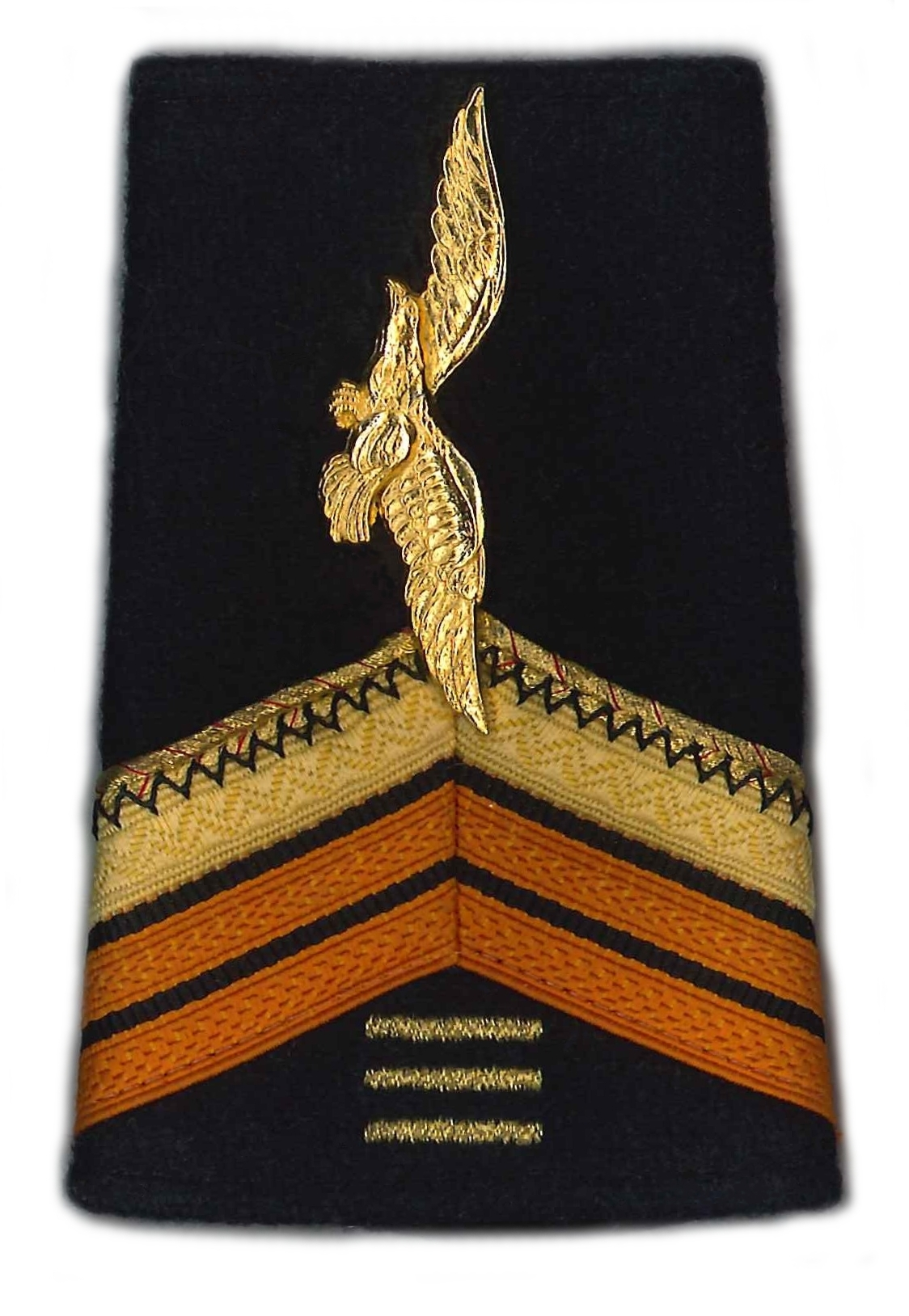
Fourreau d'épaules de caporal-chef (avec minimum 15 ans d'ancienneté. Chaque barrettes en dessous du grade signifie 5 années d'anciennetés) du 1er RCP.

#### Insigne d'unité
Le 1er RCP reprend l'insigne du 601e GIA créé en 1937 par le capitaine Sauvagnac et par le lieutenant Glaizot. La différence réside dans le fait que l'étoile noire du 601e Groupement d'infanterie de l'air est remplacée par une étoile bleue. Son homologation devient  effective en 1972 sous le numéro G.2321.
L'insigne symbolise par ses ailes son appartenance d'origine à l'Armée de l'air et par le parachute la spécialité de l'unité. L'étoile est celle des commandos.

#### Insignes de grades
Les grades des militaires de l'unité comportent notamment des insignes d'épaules, ou fourreaux. Ces derniers reprennent le fond bleu marine ainsi que l'épervier, symbole des fourreaux de l'Armée de l'air, familièrement appelé "charognard". Les fourreaux du 1er RCP sont portés avec les ailes des éperviers orientées vers l'avant, au contraire de l'usage en vigueur dans l'Armée de l'air, où les ailes de ce symbole sont positionnées vers l'arrière.

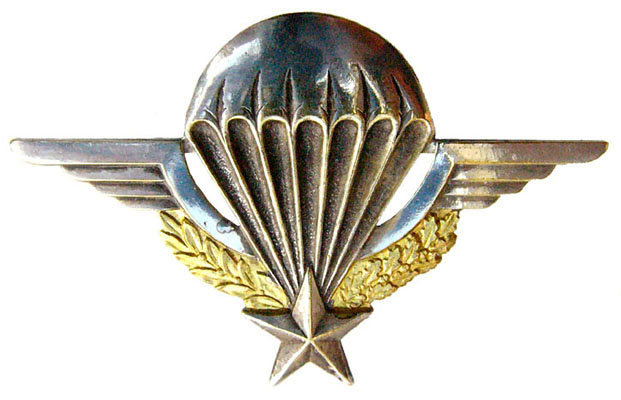
Brevet parachutiste de poitrine de l'armée française.
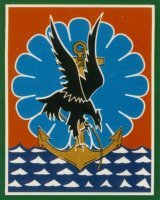
Insigne de bras droit de la 11e brigade parachutiste.
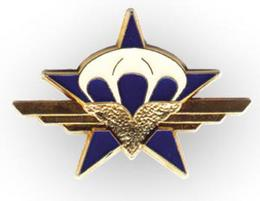
Insigne régimentaire du 1er RCP.

### Drapeau

Drapeau du 1er régiment de chasseurs parachutistes.

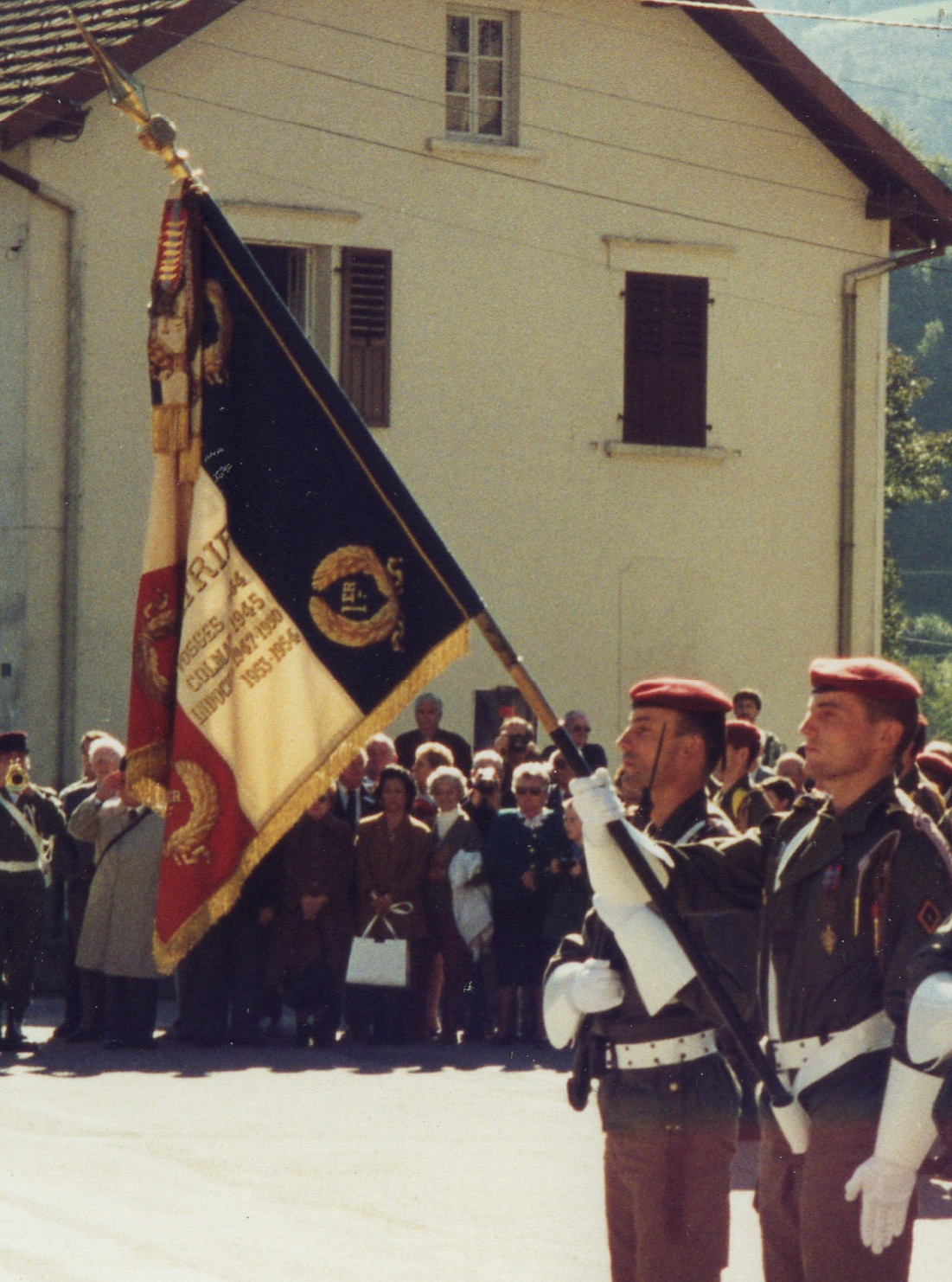
Le drapeau et sa garde.

Il porte, peintes en lettres d'or dans ses plis, les inscriptions suivantes : Vosges 1944 - Colmar 1945 - Indochine 1947-1950, 1953-1954 - AFN 1952-1962,.
Le drapeau a été remis au 1er bataillon du régiment le 14 avril 1944 à Paceco en Sicile.

### Chant
Chant de Marche
Régiment de Rapaces

La gloire de tes anciens

Malgré le temps qui passe

Reste notre destin (bis)

Au Ménil et en Alsace

Les Paras du Premier

Ont déjà délivré la France

Rendu la liberté (bis)

Du Laos au Tonkin

Le bataillon sans fin

Dans les rizières et les Marais

fit la gloire du Premier (bis)

Sur la terre africaine

L'avion les a menés

Vers des combats et vers des peines

Qui furent notre fierté (bis)

Du Liban aux Balkans

Les Rapaces du premier

Ont toujours su verser leur sang

Pour rétablir la paix (bis)

Régiment de Rapaces

Reprenant le flambeau

Prêt à fondre sur la menace

Pour l'honneur du drapeau (bis)

Car sur la terre de France

Ailleurs s'il le fallait

Nous resterions le fer de lance

De notre belle armée (bis)

### Décorations

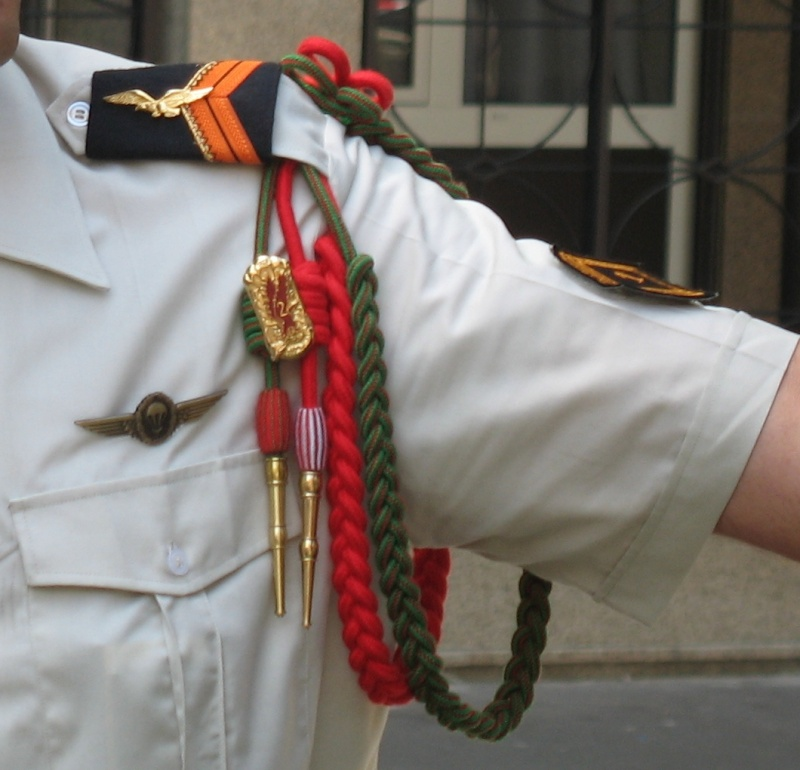
Nouvelles fourragères du 1er RCP avec insigne de la 2e compagnie, portées par un caporal.

Pour les combats menés lors de la libération du territoire, le régiment fut cité à l'ordre de l'armée et décoré, de la Croix de guerre 1939-1945 avec deux palmes pour son comportement dans les Vosges et à Colmar.
Il porte également sept palmes sur les trois croix de guerre des Théâtres d'opérations extérieurs obtenues individuellement par ses trois bataillons.
Pour sa participation à l'opération Pamir en Afghanistan, le régiment est décoré le 11 novembre 2011 de la croix de la Valeur militaire avec palme.
Le 1er juin 2013, le régiment est décoré une deuxième fois de la Croix de la Valeur militaire avec palme, pour son action en Afghanistan. La décoration est remise par le Chef d'état-major de l'Armée de terre, le général Ract-Madoux, lors des cérémonies marquant le 70e anniversaire de sa création.
Le 30 septembre 2014, le régiment est une troisième fois décoré de la Croix de la Valeur militaire avec palme par le général Bosser, pour son action au Mali en 2013 lors de l'opération Serval.
Le 17 juillet 2017, une quatrième Croix de la Valeur militaire avec étoile de bronze est attribuée au régiment pour son action au Mali lors de l'Opération Barkhane en 2015.
Le 14 mars 2022, une cinquième Croix de la Valeur militaire avec étoile de vermeil est attribuée au régiment pour son action en République Centrafricaine lors de l'Opération Sangaris entre 2013 et 2016.
Le 2 février 2025, une sixième Croix de la Valeur militaire avec palme est attribuée au régiment par le général Danigo, commandant la 11e Brigade parachutiste, pour son action au Mali lors de l'opération Barkhane entre 2017 et 2022, lors des cérémonies marquant le 80e anniversaire de la libération de Colmar.
Pour les deux citations obtenues lors de la Seconde Guerre mondiale, le régiment a le droit au port de la fourragère aux couleurs du ruban de la Croix de guerre 1914-1918 avec olive aux couleurs du ruban de la Croix de guerre 1939-1945.
Pour les sept citations à l'ordre de l'armée et une citation au titre du corps d'armée obtenues en Indochine par les différents bataillons, entre 1947 et 1954, le régiment obtient en 2009 le droit au port de la fourragère rouge, à la couleur du ruban de la Légion d'honneur, avec olive aux couleurs du ruban de la Croix de guerre des Théâtres d'opérations extérieurs (TOE). Celle-ci a été officiellement remise le dimanche 12 juillet 2009 dans la cour d'honneur des Invalides par les plus hautes instances de l'armée. Elle a remplacé la fourragère bleue et rouge, aux couleurs de la Croix de guerre des TOE.
Les deux citations obtenues en Afghanistan confèrent au régiment le droit au port d'une troisième fourragère, créée par circulaire du 28 novembre 2011, aux couleurs du ruban de la croix de la Valeur militaire.
Par arrêté du ministre des armées en date du 30 janvier 2025, le 1er régiment de chasseurs parachutistes à Pamiers, titulaire de quatre citations à l’ordre de l’armée comportant l’attribution de la croix de la Valeur militaire au titre de ses missions accomplies en Afghanistan et au Sahel, est autorisé à porter la fourragère aux couleurs du ruban de la croix de la Valeur militaire, arborant au-dessus du ferret une olive entièrement aux couleurs du ruban de la Médaille militaire, avec agrafes « Afghanistan » et « Sahel ».

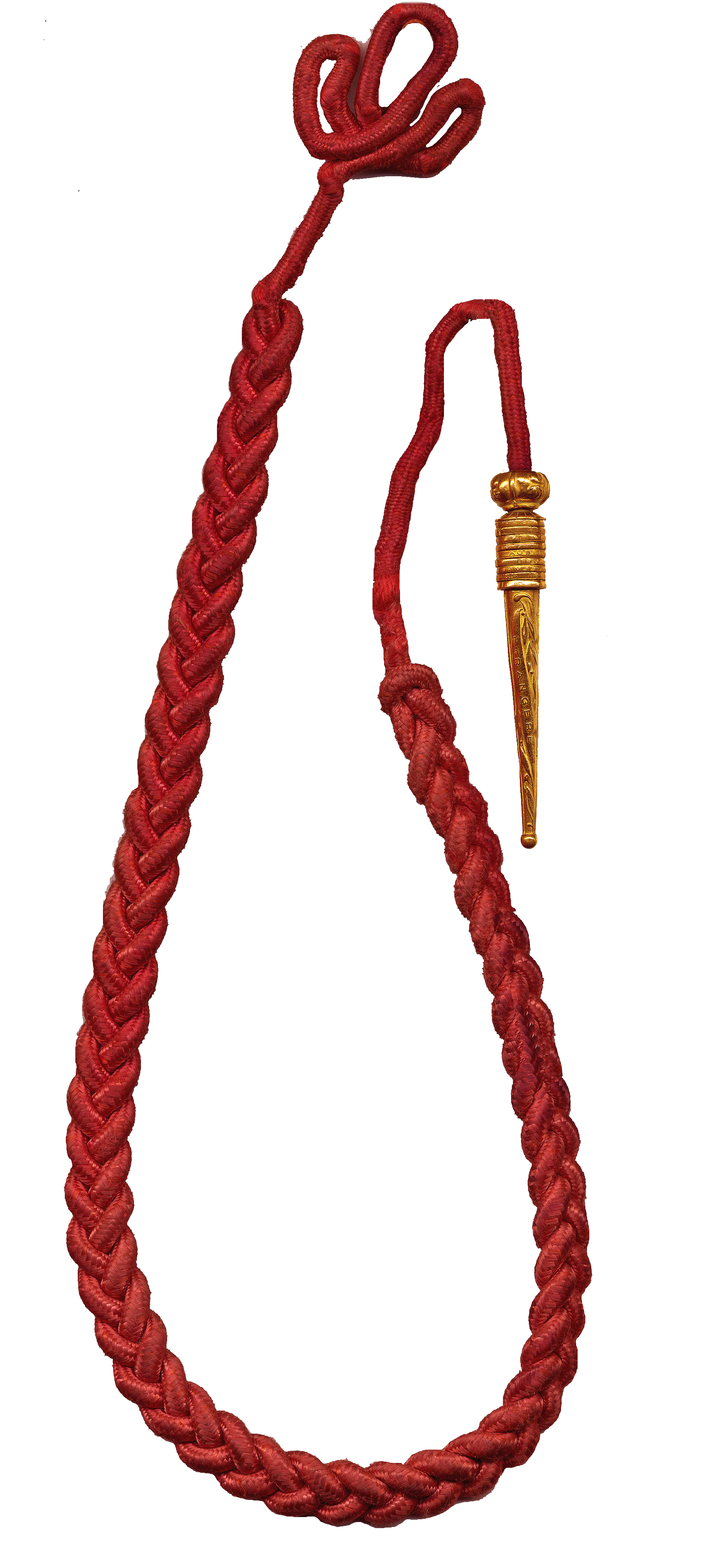
Fourragère aux couleurs du ruban de la Légion d'honneur.
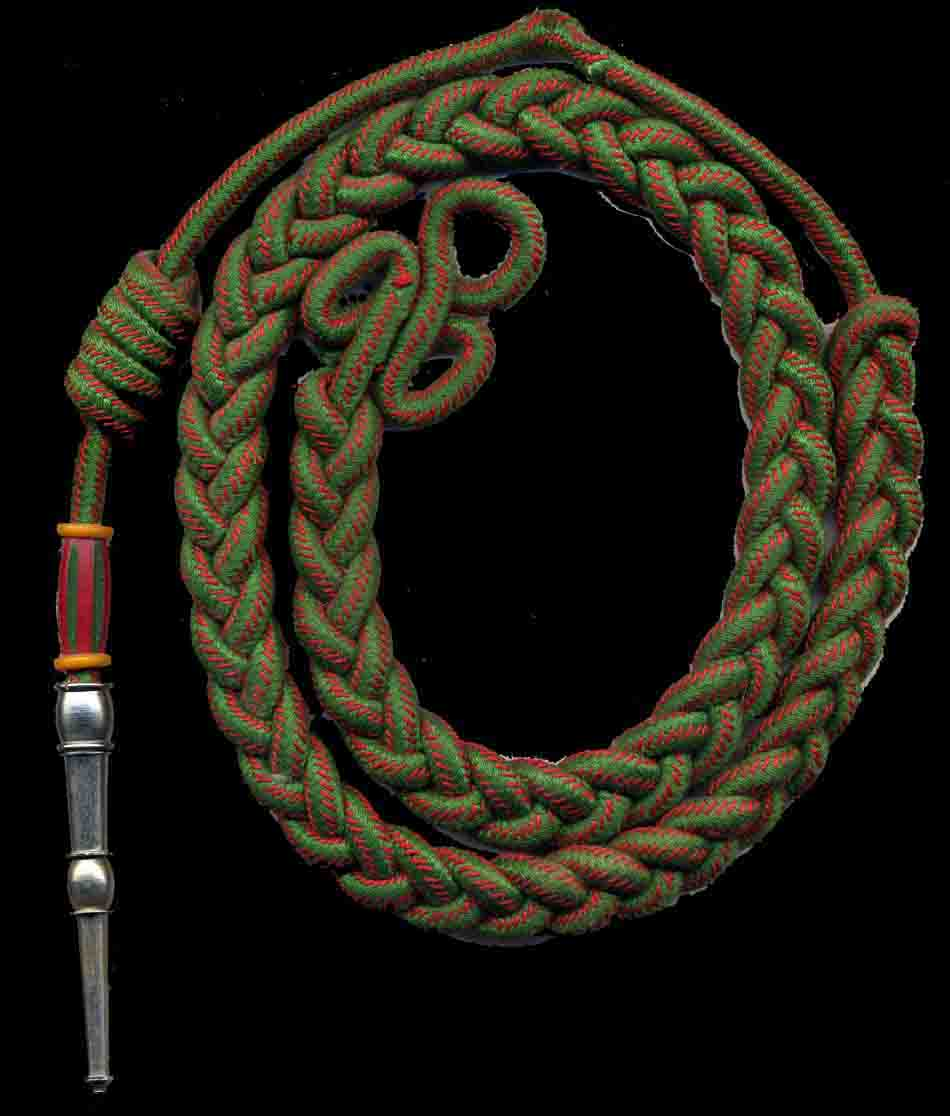
Fourragère aux couleurs du ruban de la Croix de guerre 1914-1918 avec olive aux couleurs du ruban de la Croix de guerre 1939-1945.

### Parrainage
Depuis 1976, à l'initiative du Colonel Fayette, alors Chef de corps, des contacts amicaux et suivis sont maintenus avec la ville de Jebsheim.
Depuis le 31 janvier 2015, la ville de Jebsheim est la ville marraine du 1er RCP en souvenir des glorieux combats ayant eu lieu durant la bataille de Colmar en janvier 1945.

## Chefs de corps
- 601e GIA
  - 1937 - 1941 : capitaine Sauvagnac (*)
- 602e GIA
  - 1937 - 1941 : capitaine Loizeau
- CIA no 1
  - 1941 - 1943 : capitaine Sauvagnac
- BCP no 1
  - 1943 - 1943 : capitaine Sauvagnac
- 1er RCP[24]
  - 1943 - 1943 : commandant Hartemann
  - 1943 - 1943 : chef de bataillon Sauvagnac
  - 1943 - 1944 : colonel Geille
  - 1944 - 1945 : lieutenant-colonel Faure
  - 1945 - 1948 : lieutenant-colonel Sauvagnac
- Les bataillons d'Indochine
  - I/1er RCP
    - 1946 - 1948 : chef de bataillon de Vismes
    - 1948 - 1949 : capitaine Bastouil
    - 1950 - 1951 : capitaine Michel
    - 1952 - 1953 : capitaine Buchoud
    - 1954 - 1954 : chef de bataillon Dangoumau

  - II/1er RCP
    - 1948 - 1948 : chef de bataillon François
    - 1948 - 1949 : commandant Mollat
    - 1949 - 1950 : capitaine Joseph Broizat
    - 1952 - 1954 : chef de bataillon Bréchignac
    - 1954 - 1954 : capitaine Peaudecerf
- III/1er RCP
  - 1946 - 1948 : chef de bataillon Fossey-François
  - 1952 - 1953 : chef de bataillon Audebert
  - 1954 - 1954 : chef de bataillon Ducruc
- 1er RCP reconstitué
  - 1955 - 1958 : lieutenant-colonel Mayer
  - 1958 - 1959 : lieutenant-colonel Coustaux
  - 1959 - 1960 : lieutenant-colonel Broizat
  - 1960 - 1961 : lieutenant-colonel Plassard
  - 1961 - 1961 : lieutenant-colonel Genestout
  - 1961 - 1962 : lieutenant-colonel Lafontaine
  - 1962 - 1964 : lieutenant-colonel Varennes
  - 1964 - 1966 : lieutenant-colonel Vernet
  - 1966 - 1968 : colonel Aussaresses[25]
  - 1968 - 1970 : lieutenant-colonel Rouquette
  - 1970 - 1972 : colonel Brenac[25]
  - 1972 - 1974 : colonel de Biré[25]
  - 1974 - 1976 : colonel Fayette[25]
  - 1976 - 1978 : colonel Chazarain[25]
  - 1978 - 1980 : colonel Sengeisen[25]
  - 1980 - 1982 : colonel Aumonier[25]
  - 1982 - 1984 : colonel Cardinal[25]
  - 1984 - 1986 : colonel Rioufol[25]
  - 1986 - 1988 : colonel Vola[25]
  - 1988 - 1990 : colonel de Loustal[25]
  - 1990 - 1992 : colonel Maupoume[25]
  - 1992 - 1994 : colonel Leroy[25]
  - 1994 - 1996 : colonel Damay[25]
  - 1996 - 1998 : colonel Lechevallier[25]
  - 1998 - 1999 : lieutenant-colonel Leclere
  - 1999 - 1999 : colonel Servera[25]
  - 1999 - 2001 : colonel Baillaud[25]
  - 2001 - 2003 : colonel Thuet[25]
  - 2003 - 2005 : colonel Salaün[25]
  - 2005 - 2007 : colonel Collet[25]
  - 2007 - 2009 : colonel Blachon[25]
  - 2009 - 2011 : colonel Sénétaire[25]
  - 2011 - 2013 : colonel de Loustal
  - 2013 - 2015 : colonel Helluy[25]
  - 2015 - 2017 : colonel Vidal
  - 2017 - 2019 : colonel Chenebeau
  - 2019 - 2021 : colonel Simonneau
  - 2021 - 2023 : colonel Cognon
  - 2023 - 2025 : colonel Galvan
  - Depuis 2025: colonel Oliva

## Faits d'armes faisant particulièrement honneur au régiment
Le 25 janvier 1945 au soir, le 2e bataillon reçoit pour mission de s'emparer du bois du Moulin de Jebsheim qui sera la base de départ à toute l'action sur Jebsheim. En effet, le village est un ulcère sur l'accès du canal du Rhône au Rhin et sur celui du canal de Colmar (voir Poche de Colmar). En pointe du dispositif allié, le 1er RCP permet une avance importante sur Colmar à l'est de la ville. La résistance ennemie à l'ouest du Rhin est pratiquement annihilée[réf. nécessaire].

## Personnalités ayant servi au sein du régiment

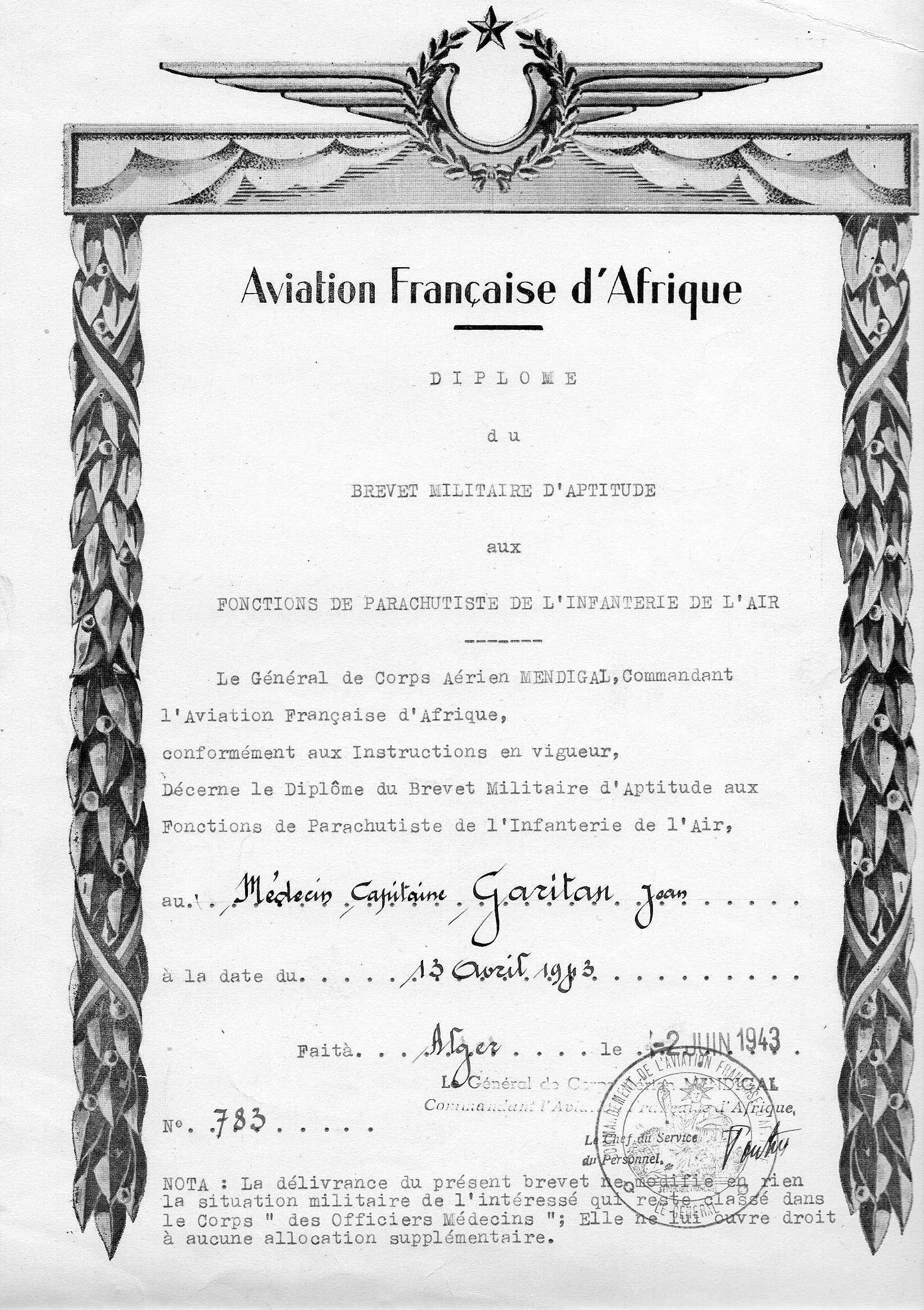
Brevet de parachutiste, 1943.

- Philippe B. alias Aton : ops du GIGN, auteur et comédien.
- Pierre Schoendoerffer, sert dans le régiment en tant que Caporal-chef durant la guerre d'Indochine comme caméraman au sein du Service cinématographique des armées, où il filme de 1952 jusqu'à la Bataille de Dien Bien Phu en 1954.
- Jean-Claude Bouillon, acteur.
- Joseph Broizat (1914-2000), commandant de compagnie puis chef de corps, putschiste et membre de l'OAS.
- Antoine Dejean de La Bâtie, Lieutenant (promotion EMIA Lieutenant-Colonel BROCHE), mort pour la France à Beyrouth le 23 octobre 1983.
- Philippe de Dieuleveult a effectué son service militaire au sein du 1er RCP en 1973.
- Jacques Faure (1904-1988), général français.
- Thomas Gauvin, premier Saint-Cyrien tombé en Afghanistan
- Alain Gomez, ancien Président-Directeur Général de Thomson-CSF (aujourd'hui Thalès) et de Facom.
- Patrick Mosconi, romancier et peintre.
- Claude Pinoteau, cinéaste.
- Luc Ravel : évêque aux armées de 2009 à 2017
- Albéric Riveta (1994-2017), premier militaire parachutiste polynésien tombé au Mali.
- Guy Teissier (1966/1967), député des Bouches-du-Rhône, Président de la Commission de la Défense Nationale et des Forces Armées de l'Assemblée Nationale.
- Yannick Lallemand, aumônier du régiment de 1981 à 1983.

## Amicale du1erRCP
Créée en mars 1979 par le colonel Allard, l'Amicale du 1er RCP a pour rôle de maintenir les traditions du plus ancien des régiments parachutistes français, de développer les liens d'amitié et de solidarité entre ses membres et les personnes en service au régiment.
En liaison avec le régiment, l'amicale participe au devoir de mémoire lors des cérémonies militaires et plus particulièrement lors de la fête des parachutistes, la Saint Michel, célébrée annuellement au quartier Beaumont à Pamiers. C'est l'occasion pour les anciens qui ont servi dans ce régiment de partager leur expérience lors d'un moment convivial, avec les jeunes parachutistes. Le « Vieux Rapace » est leur bulletin d'information.

## Au cinéma
- Dans le film Diên Biên Phu de 1992, Pierre Schoendoerffer montre de façon réaliste le régiment durant la Bataille de Dien Bien Phu.
- Un film indépendant réalisé par David Aboucaya, Winter War, sorti en 2018, rend hommage aux parachutistes du 1er RCP en retraçant un épisode de la libération du village de Jebsheim en janvier 1945.
- Tourné avec la participation du régiment, La Neige et le Feu de Claude Pinoteau, retrace l'histoire du réalisateur et de son frère Jacques lors de la bataille d'Alsace ; c'est le premier film français sur l'histoire du 1er RCP.